# Zatoka Frobishera
Zatoka Frobishera (ang. Frobisher Bay, fr. Baie de Frobisher) – zatoka u południowo-wschodnich wybrzeży Ziemi Baffina w Ameryce Północnej. Jej długość wynosi około 230 km, a szerokość waha się od około 40 km, na wylocie do Morza Labradorskiego, do około 20 km w jej wewnętrznym końcu. Nazwa zatoki pochodzi od nazwiska jej odkrywcy, angielskiego żeglarza Martina Frobishera.